# Lycoriella auripila
Lycoriella auripila är en tvåvingeart som först beskrevs av Johannes Winnertz 1867.  Lycoriella auripila ingår i släktet Lycoriella och familjen sorgmyggor.
Artens utbredningsområde är Tyskland. Inga underarter finns listade i Catalogue of Life.